# Crackdust
Crackdust er et metal/dødsmetal-band fra Botswana.

## Diskografi
Albums
- Dented Reality (2008, Core Riodic)

Singler
- "Deranged Psychopath" (2006)
- "Return of the Gods" (2011)